# 한국통신사업자연합회
한국통신사업자연합회(韓國通信事業者聯合會, Korea Telecommunications Operations Association ; KTOA)는 통신사업자 간 상호협력을 바탕으로 IT산업 발전을 도모하기 위하여 한국통신, 데이콤, SK텔레콤, 신세기통신, 한국TRS, 한국무선호출협의회 등이 공동으로 설립한 사단법인이다. 서울특별시 강남구 봉은사로 435 (삼성동)에 있다.

## 연혁
- 1996년 6월 27일 한국통신사업자연합회 창립총회
- 1996년 8월 5일 한국통신사업자연합회 설립허가 (정보통신부). 초대 이준 회장 취임
- 1996년 8월 28일 초대 고용갑 상근부회장 및 초대 김기강 사무총장 취임
- 1997년 2월 27일 두루넷 신규가입
- 1998년 8월 5일 제2대 이계철 회장 취임
- 1998년 11월 27일 한국통신프리텔 신규가입
- 1999년 6월 1일 기간통신사업연구개발협의체 운영
- 1999년 8월 5일 시외전화사전선택변경등록센터 운영
- 1999년 9월 1일 드림라인 신규가입
- 1999년 10월 1일 하나로통신 신규가입
- 2000년 3월 15일 LG유플러스, 지앤지네트웍스, 한솔엠닷컴 신규가입
- 2000년 6월 1일 파워콤 신규가입
- 2001년 1월 1일 제3대 이계철 회장 취임
- 2002년 1월 1일 통신분야정보공유분석센터 운영
- 2003년 1월 1일 제4대 이용경 회장 취임
- 2003년 2월 5일 Korea IT Fund 투자조합업무집행기관 운영
- 2003년 2월 6일 SK네트웍스 신규가입
- 2003년 4월 24일 통신망공동구축전문기관 운영
- 2003년 6월 30일 번호이동관리센터 운영
- 2003년 12월 31일 무선망과금검증센터 및 통신재난관리센터 운영
- 2004년 2월 13일 삼성네트웍스 신규가입
- 2004년 9월 1일 IT협동연구센터 운영
- 2005년 2월 1일 SK텔링크 신규가입
- 2005년 6월 1일 제5대 이용경 회장 취임
- 2006년 2월 10일 이동전화번호안내서비스센터 운영
- 2006년 3월 15일 휴대폰불법복제신고센터 운영
- 2006년 5월 10일 통신민원콜센터 운영
- 2007년 1월 3일 이동통신온라인판매인증센터 운영
- 2007년 5월 21일 이동전화미환급액 정보조회시스템 운영
- 2008년 4월 3일 통신통계 통합관리 사이트 운영
- 2008년 5월 7일 단말기 할부 보증보험료 미환급액 정보조회시스템 운영
- 2008년 6월 27일 제6대 남중수 회장 취임. 정보통신안전관리센터 운영
- 2010년 9월 1일 제7대 이석채 회장 취임
- 2010년 11월 8일 방송통신동향 홈페이지 개설
- 2010년 12월 30일 설비제공지원센터 운영
- 2011년 7월 18일 한국케이블텔레콤 신규가입
- 2013년 1월 31일 공중선정비종합지원센터 운영
- 2014년 1월 27일 제8대 황창규 회장 취임

## 조직

### 상근부회장

#### 사무국장
- 정책지원단
- 검사역

| 경영기획실 | 대외협력실 | 사업협력실 | 네트워크실 | 전산운영실 | 산업지원실 |

## 같이 보기
- 한국정보통신기술협회
- 한국정보통신산업협회
- 한국정보산업연합회
- 한국무선인터넷산업연합회
- 한국알뜰통신사업자협회
- 한국전파진흥협회
- 한국전자정보통신산업진흥회
- 한국IPTV방송협회
- 한국인터넷진흥원
- 정보통신산업진흥원
- 한국전자통신연구원